# Fatih Portakal

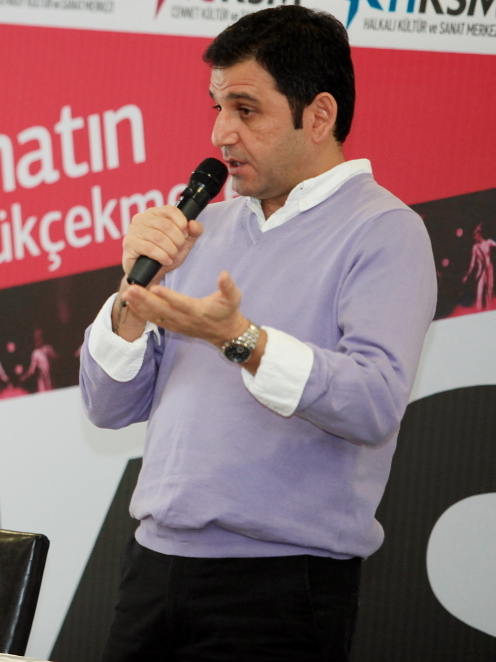
Fatih Portakal (2012)

Fatih Portakal (* 2. Februar 1967 oder 1968 in Nazilli) ist ein türkischer Journalist und ehemaliger Fernsehmoderator beim Sender FOX Türkiye.

## Leben
Nach dem Abitur 1985 absolvierte Portakal ein Praktikum an der Universität Istanbul. Von 31. August 1996 bis 2005 war er Journalist beim türkischen Fernsehsender Star TV. 2005 übernahm er die Nachrichten bei Kanal D Haber. Von 2004 bis September 2010 moderierte er die Nachrichtensendungen Fatih Portakal ile Ne Yapmalı im Kanal D. Ab September 2010 moderierte er die Hauptnachrichten bei FOX Türkiye (Fox Ana Haber). Von 2010 bis 2013 war er ebenfalls in der morgendlichen Nachrichten- und Informationssendung Fatih Portakal ile Çalar Saat zu sehen.
Seine Sendung hat regelmäßig die höchsten Einschaltquoten des Abends und Portakal gilt als einer der populärsten Nachrichtenmoderator des Landes. Ein Merkmal seiner Sendung sind die Zuschauerfragen und -kommentare, die er verliest und beantwortet bzw. zu beantworten versucht. Außerdem lässt er Menschen zu Wort kommen, die sonst nicht mehr gehört werden; vgl. Medien in der Türkei. Am 30. April 2020 wurde ein Verfahren gegen den Journalisten eingeleitet. Die Staatsanwaltschaft fordert bis zu drei Jahre Haft, weil er auf Twitter eine Spendenkampagne Recep Tayyip Erdoğans kritisiert hatte. Die Rundfunkbehörde verhängte dazu Strafen gegen Fox, weil Portakal mit seiner Corona-Berichterstattung „Hass und Feindseligkeit angestachelt“ habe. Bei einem weiteren „Vergehen“ droht die Behörde damit, den Sender zu schließen.
Am 24. August 2020 wurde bekannt, dass Portakal seinen Job beim Sender FOX Türkiye gekündigt hat und in den Ruhestand gehen möchte.
Er spricht Türkisch und Englisch.

## Fernsehsendungen
- 1996–2005: Star Ana Haber
- 2005–2010: Fatih Portakal ile Ne Yapmalı
- 2010–2013: Fatih Portakal ile Çalar Saat
- 2013–2020: Fatih Portakal ile FOX Ana Haber
- 2023– : Sözcü Ana Haber